# Anders Eriksson (missionär)
Anders Eriksson, född 1 juli 1853 i Iste i Arbrå socken, död 19 september 1884 i Söderhamn, var en svensk sjömansmissionär. Han tog en mycket verksam del i det evangeliska arbetet i södra Hälsingland.
Eriksson, som var bondson, genomgick en religiös omvändelse vid 18 års ålder, men en ögonsjukdom gjorde det omöjligt för honom att bli präst. Under somrarna 1873 och 1874 vistades han vid Visby badanstalt för att stärka sin svaga hälsa. Vid en väckelse som uppstod i hans hemsocken 1874 utvecklades hans andliga liv, och snart uppträdde han som föreläsare vid sammankomster och tog aktiv del i traktens väckelse. Han riktade sig mot vad han uppfattade som avsaknad av kyrkotukt, men var till en början motståndare till en brytning med Svenska kyrkan. Tillsammans med torparen Per Norén i Koldemo författade han i detta ärende skrivelser till prästerskapet och kontraktsprosten Gustaf Leopold Collinder, men då detta inte gav önskat resultat bildade man i socknen en separat församling, i vilken Eriksson kom att verka. 
Snart började Eriksson predika offentligt. På uppmaning av komministern Gustaf Samelius i Ovanåkers socken sökte Eriksson 1878 inträde i Kristinehamns missionsskola, där han genomgick en tvåårig kurs. År 1881 verkade han som predikant i Söderhamn, samtidigt som han studerade grekiska under ledning av en av läroverkets lärare. Han gick därpå en ny kortare kurs, främst i kristendom, vid Kristinehamns missionsskola och blev därefter reseombud för Svenska Missionsförbundet. Av hälsoskäl vistades han sommaren 1882 vid Lysekil och vintern samma år i Stockholm, där han studerade språk och predikade. 
På våren 1883 reste Eriksson till England, där han studerade engelska vid det av Henry Grattan Guinness grundade missionsinstitutet The East London Institute (Harley House and College) i London. Under denna tid kallades han till Sverige för att vara sjömansmissionär vid det samma år byggda sjömanskapellet i Stugsund i Söderhamns stad. Han tillträdde i början av 1884 och avsikten var att han under vintrarna, då sjöfarten låg nere, skulle resa i Hälsinglands Ansgariiförenings tjänst. Den 10 juli 1884 ingick han i London äktenskap med miss Alice Jane Turner, som han lärt känna i England, men den 23 augusti samma år insjuknade han i nervfeber och avled några veckor senare. 
Erikssons förkunnelse karakteriseras bäst av den text över vilken han höll sitt första föredrag, Matteusevangeliet 11:28–30; detta bibelställe utgjorde grundtonen i hans predikan. Han sysselsatte sig ofta med att skriva poesi. Brev till sina vänner avfattade han också ofta på vers. Då han sökte inträde i missionsskolan, skrev han sin biografi på rim, och i sångboken Fridsbasunen är sångerna nummer 198 och 200 skrivna av honom.